# Алюминиевые сплавы
Алюми́ниевые спла́вы — сплавы, основной массовой частью которых является алюминий. Самыми распространенными легирующими элементами в составе алюминиевых сплавов являются: медь, магний, марганец, кремний и цинк. Реже — цирконий, литий, бериллий, титан. В основном алюминиевые сплавы можно разделить на две основные группы: литейные сплавы и деформируемые (конструкционные). В свою очередь, конструкционные сплавы подразделяются на термически обработанные и термически необработанные. Большая часть производимых сплавов относится к деформируемым, которые предназначены для последующей ковки и штамповки.

## Классификация
Приведена согласно национальным стандартам США (стандарт H35.1 ANSI) и ГОСТ России. В России основные стандарты это ГОСТ 1583 и ГОСТ 4784. Существует также UNS маркировка и международный стандарт алюминиевых сплавов и их маркировки ISO R209 b.

## Алюминиево-магниевые сплавы
- Алюминиево-магниевые Al-Mg (ANSI: серия 5ххх у деформируемых сплавов и 5xx.x у сплавов для изделий фасонного литья; ГОСТ: АМг).

Сплавы системы Al-Mg характеризуются сочетанием удовлетворительной прочности, хорошей пластичности, очень хорошей свариваемости и коррозионной стойкости. Кроме того, эти сплавы отличаются высокой усталостной прочностью.
В сплавах этой системы, содержащих до 6 % Mg, образуется эвтектическая система с атомным составом Al3Mg2 c твердым раствором магния в алюминии. Наиболее широкое распространение в промышленности получили сплавы с содержанием магния от 1 до 5 %.
Рост содержания магния в сплаве существенно увеличивает его прочность. Увеличение концентрации магния на каждый процент содержания повышает предел прочности сплава на ≈30 МПа , а предел текучести — на ≈20 МПа. При этом относительное удлинение уменьшается незначительно и находится в пределах 30—35 %.
Сплавы с содержанием магния до 3 % (по массе) не изменяют кристаллическую структуру при комнатной и повышенной температуре, даже в существенно нагартованном состоянии. С ростом концентрации магния в сплаве, в нагартованном состоянии механическая структура сплава становится нестабильной. Кроме того, увеличение содержания магния свыше 6 % приводит к ухудшению коррозионной стойкости сплава.
Для улучшения прочностных характеристик сплавы системы Al—Mg легируют хромом, марганцем, титаном, кремнием или ванадием. Примеси меди и железа в сплавах этой системы нежелательны, поскольку они снижают их коррозионную стойкость и свариваемость.

## Алюминиево-марганцевые сплавы
- Алюминиево-марганцевые Al—Mn (ANSI: серия 3ххх; ГОСТ: АМц).

Сплавы этой системы обладают хорошей прочностью, пластичностью и технологичностью, высокой коррозионной стойкостью и хорошей свариваемостью.
Основными примесями в сплавах системы Al—Mn являются железо и кремний. Оба этих элемента уменьшают растворимость марганца в алюминии. Для получения мелкозернистой структуры сплавы этой системы легируют титаном.
Легирование достаточным[каким?] количеством марганца обеспечивает стабильность структуры нагартованного металла при комнатной и повышенной температурах.

## Алюминиево-медные сплавы
- Алюминиево-медные Al—Cu (Al—Cu—Mg) (ANSI: серия 2ххх, 2xx.x; ГОСТ: АМ).

Механические свойства сплавов этой системы в термоупрочнённом состоянии достигают, а иногда и превышают, механические свойства низкоуглеродистых сталей. Эти сплавы хорошо поддаются механической обработке. Их существенный недостаток — низкая коррозионная стойкость, поэтому  необходимо использовать поверхностные защитные покрытия.
В качестве легирующих добавок используются марганец, кремний, железо и магний. Причем наиболее сильное влияние на свойства сплава оказывает магний: легирование магнием заметно повышает предел прочности и текучести. Добавка кремния в сплав повышает его способность к искусственному старению. Легирование железом и никелем повышает жаропрочность сплавов.
Нагартовка этих сплавов после закалки ускоряет искусственное старение, а также повышает прочность и сопротивление коррозии под напряжением.

## Сплавы алюминий-медь-кремний
- Сплавы системы Al—Cu—Si (ГОСТ: АМК).

Алюминиевые антифрикционные сплавы, называемые также алькусинами (также: аэрон). Применяется во втулочных подшипниках, а также при изготовлении блоков цилиндров с формообразованием в т.ч. литьём. Имеют высокую твёрдость поверхности, поэтому плохо прирабатываются.

## Сплавы алюминий-цинк-магний
- Сплавы системы Al—Zn—Mg (Al—Zn—Mg—Cu) (ANSI: серия 7ххх, 7xx.x).

Сплавы этой системы имеют достаточно высокую прочность и хорошую обрабатываемость. Типичные сплавы этой системы — сплавы В95 (в США сплав 7075) относятся к высокопрочным алюминиевым сплавам. Эффект высокого упрочнения обусловлен высокой растворимостью цинка (до 70 %) и магния (до 17,4 %) при температуре плавления сплава, но растворимость резко уменьшается при охлаждении.
Существенным недостатком этих сплавов является крайне низкая коррозионная стойкость под воздействием механического напряжения. Повышение коррозионной стойкости сплавов под напряжением достигается  легированием медью.
В 1960-е годы была обнаружена закономерность: легирование литием алюминиевых сплавов замедляет естественное и ускоряет искусственное старение. Помимо этого, присутствие лития уменьшает плотность сплава и существенно повышает его модуль упругости. 
На основе этого открытия[какого?] были разработаны новые системы сплавов Al—Mg—Li, Al—Cu—Li и Al—Mg—Cu—Li.

## Алюминий-кремниевые сплавы (силумины)
- Алюминиево-кремниевые сплавы (силумины) — группа литейных сплавов. Имеют малую усадку при кристаллизации расплава. Применяются для отливок корпусов разных механизмов, корпусов приборов, деталей бытовых приборов, декоративного литья.

## Другие сплавы
- Комплексные сплавы на основе алюминия: авиаль.

## Новые композитные сплавы алюминия
В 2019 году российские учёные из Национального исследовательского технологического университета МИСиС создали новый уникально прочный композит алюминий-никель-лантан. В расплав алюминия добавлялись легирующие элементы, образующие с алюминием химические соединения, которые в процессе затвердевания сплава дают прочный армирующий каркас. Наилучшие результаты по прочности в сочетании с лёгкостью и гибкостью показали Al-La-Ni сплавы с содержанием La до 8 % масс и содержанием Ni до 5 % масс. Согласно микроисследованиям, сплав состоит из первичных кристаллов Al и сверхтонкой тройной эвтектики (толщина частиц около 30—70 нм), состоящей из бинарных соединений Al3Ni и Al4La. Испытание на одноосное растяжение перспективного сплава Al7La4Ni в литом состоянии показало предел прочности при растяжении около 250±10 МПа, предел текучести 200±10 МПа и пластичность 3,0±0,2 %. Благодаря естественной кристаллизации, частицы распределяются равномерно, создавая армирующий каркас, и композит получается более прочным и гибким, чем его «порошковые» аналоги. Новый сплав очень перспективен для использования в области авиа- и автомобилестроения, для проектирования современной робототехники, в том числе беспилотных летательных аппаратов, где снижение массы дрона имеет критическое значение. Показатели сплава превышают другие алюмоматричные композиты.

## Маркировка по ГОСТ
Принята буквенно-цифровая система маркировки. Буква, стоящая в начале, означает:

А — технический алюминий;

Д — дюралюминий;

АК — алюминиевый сплав, ковкий;

АВ — авиаль;

В — высокопрочный алюминиевый сплав;

АЛ — литейный алюминиевый сплав;

АМг — алюминиево-магниевый сплав;

АМц — алюминиево-марганцевый сплав;

САП — спечённые алюминиевые порошки;

САС — спечённые алюминиевые сплавы.
Вслед за буквами идёт номер марки сплава. За номером марки сплава ставится буква, обозначающая состояние сплава:

М — сплав после отжига (мягкий);

Т — после закалки и естественного старения;

А — плакированный (нанесён чистый слой алюминия);

Н — нагартованный;

П — полунагартованный.

## Термическая обработка
Применяют: отжиг (отпуск), закалку, старение.
Отжиг существует 3-х типов:
- диффузионный (гомогенизация);
- рекристаллизационный;
- отжиг термически упрочняемых сплавов.

Гомогенизация выравнивает химическую микронеоднородность зёрен путём диффузии (уменьшение дендритной ликвации).
Рекристаллизационный отжиг восстанавливает пластичность после обработки давлением.
Отжиг термически упрочняемых сплавов полностью снимает упрочнение.

## Химический состав
Согласно ГОСТ 4784—2019, отношение содержания железа к кремнию в марках алюминия должно быть не менее единицы.
| Алюминиевые сплавы | Алюминиевые сплавы | Алюминиевые сплавы         | Алюминиевые сплавы         | Алюминиевые сплавы         | Алюминиевые сплавы         | Алюминиевые сплавы         | Алюминиевые сплавы         | Алюминиевые сплавы         | Алюминиевые сплавы         | Алюминиевые сплавы          | Алюминиевые сплавы         | Алюминиевые сплавы         | Алюминиевые сплавы |
| Марка              | Марка              | Массовая доля элементов, % | Массовая доля элементов, % | Массовая доля элементов, % | Массовая доля элементов, % | Массовая доля элементов, % | Массовая доля элементов, % | Массовая доля элементов, % | Массовая доля элементов, % | Массовая доля элементов, %  | Массовая доля элементов, % | Массовая доля элементов, % | Плотность, кг/дм³  |
| ГОСТ               | ISO 209-1-89       | Кремний (Si)               | Железо (Fe)                | Медь (Cu)                  | Марганец (Mn)              | Магний (Mg)                | Хром (Cr)                  | Цинк (Zn)                  | Титан (Ti)                 | Другие                      | Другие                     | Алюминий не менее          | Плотность, кг/дм³  |
| ГОСТ               | ISO 209-1-89       | Кремний (Si)               | Железо (Fe)                | Медь (Cu)                  | Марганец (Mn)              | Магний (Mg)                | Хром (Cr)                  | Цинк (Zn)                  | Титан (Ti)                 | Каждый                      | Сумма                      | Алюминий не менее          | Плотность, кг/дм³  |
| ------------------ | ------------------ | -------------------------- | -------------------------- | -------------------------- | -------------------------- | -------------------------- | -------------------------- | -------------------------- | -------------------------- | --------------------------- | -------------------------- | -------------------------- | ------------------ |
| АД000              | A199,8 1080A       | 0,15                       | 0,15                       | 0,03                       | 0,02                       | 0,02                       |                            | 0,06                       | 0,02                       | 0,02                        |                            | 99,8                       | 2,7                |
| АД00 1010          | A199,7 1070A       | 0,2                        | 0,25                       | 0,03                       | 0,03                       | 0,03                       |                            | 0,07                       | 0,03                       | 0,03                        |                            | 99,7                       | 2,7                |
| АД00Е 1010Е        | ЕА199,7 1370       | 0,1                        | 0,25                       | 0,02                       | 0,01                       | 0,02                       | 0,01                       | 0,04                       |                            | Бор:0,02 Ванадий+титан:0,02 | 0,1                        | 99,7                       | 2,7                |

### Интересные факты
С 1997 по 2017 годы Министерство энергетики РФ запрещало использование алюминиевых сплавов в электропроводке зданий и сооружений.